# Arabuyeh
Arabuyeh (em persa: عربويه, também romanizado como 'Arabūyeh; também conhecida como 'Arabī, Araboo, 'Arabū e 'Arbeh) é uma aldeia no distrito rural de Horgan, no distrito central do Condado de Neyriz, província de Fars, Irão. No censo de 2006, sua população era de 99, em 24 famílias.